# Euprosopia biarmata
Euprosopia biarmata är en tvåvingeart som beskrevs av Malloch 1929. Euprosopia biarmata ingår i släktet Euprosopia och familjen bredmunsflugor. Inga underarter finns listade i Catalogue of Life.